# Giorgio Kutufà
Giorgio Kutufà (Livorno, 10 aprile 1948 – Livorno, 13 maggio 2020) è stato un politico italiano, presidente della Provincia di Livorno dal 13 giugno 2004 al 14 ottobre 2014.

## Biografia
Nato e cresciuto a Livorno, si laureò in economia e commercio, diventando poi docente di Tecnica di Borsa alla facoltà di Economia dell'Università di Pisa (suo ateneo di formazione), nonché commercialista-revisore contabile. Esponente della Democrazia Cristiana, fu consigliere comunale a Livorno per tre mandati amministrativi (dal 1970 al 1985), consigliere regionale della Toscana (1985-1995). Dopo lo scioglimento della DC aderì al Partito Popolare Italiano, quindi alla Margherita e al Partito Democratico. Era stato tra i fondatori di "Toscana Democratica", la coalizione ulivista toscana.

### Presidente della Provincia di Livorno
Fu eletto Presidente della Provincia nel turno elettorale del 2004 (elezioni del 12 e 13 giugno), raccogliendo il 59,3% dei voti in rappresentanza di una coalizione di centrosinistra.
Fu sostenuto, in Consiglio provinciale, da una maggioranza costituita da DS, Margherita, Comunisti Italiani, Verdi e SDI.
Nel turno elettorale del 2009 (elezioni del 6 e 7 giugno) venne riconfermato presidente della provincia di Livorno, ottenendo il 54,4% delle preferenze in rappresentanza di una coalizione di centrosinistra. In consiglio provinciale fu sostenuto da una maggioranza costituita da Partito Democratico, Italia dei Valori e Sinistra e Libertà. Conclude il mandato nel 2014.

### Morte
Morì nel maggio del 2020 all'età di 72 anni.